# Randolph McCoy

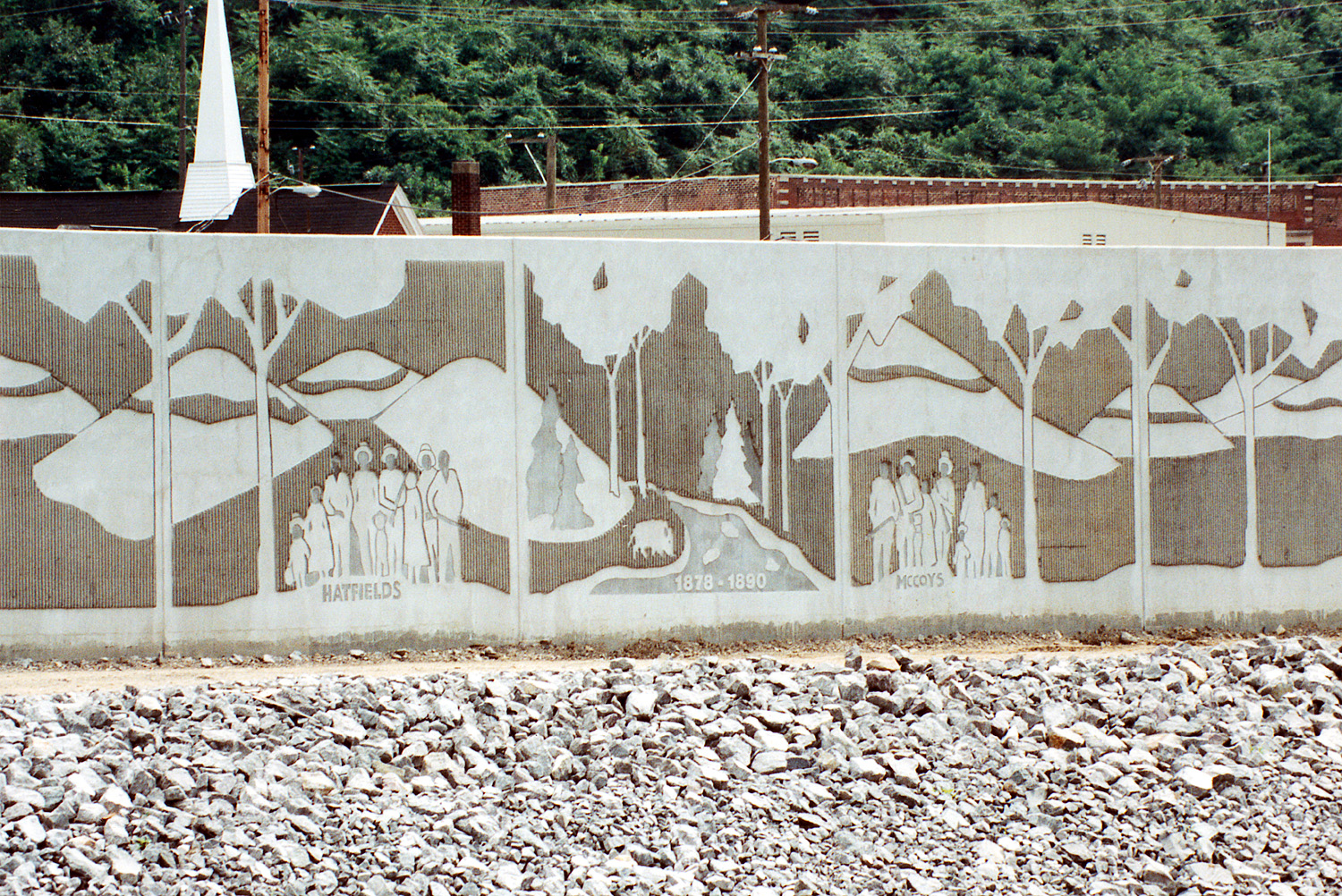
Representación del conflicto Hatfield–McCoy, construida por el Cuerpo de Ingenieros del Ejército de los Estados Unidos, en una sección del dique a lo largo del río Tug Fork.

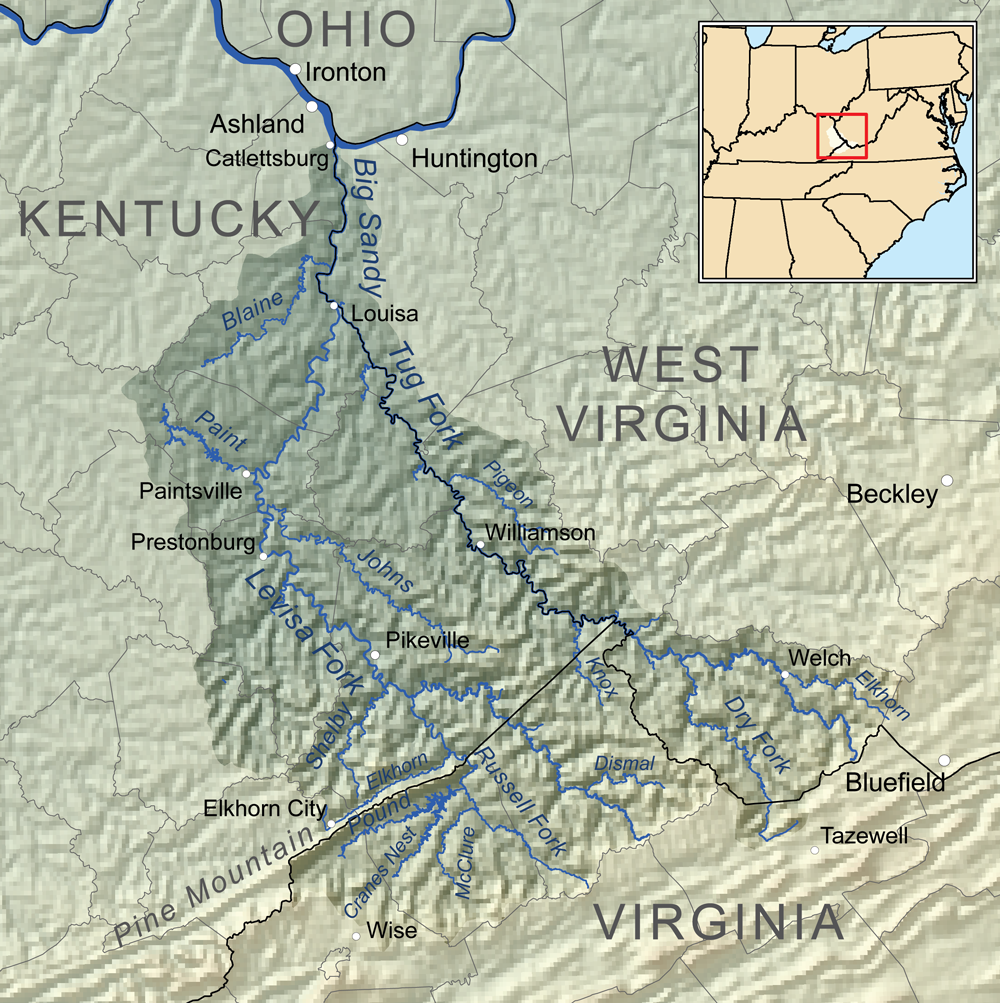
Área entre Kentucky y Virginia Occidental, en la que se desarrolló el conflicto Hatfield–McCoy, a lo largo del río Tug Fork, uno de los afluentes del río Big Sandy.

Randolph («Randall» u «Ole Ran'l») McCoy (30 de octubre de 1825 - 28 de marzo de 1914) fue el líder de la familia McCoy durante el conflicto entre los Hatfield y los McCoy. La mayor parte de su vida transcurrió en el valle del río Tug Fork, Kentucky, en la frontera con Virginia Occidental.
Durante el conflicto de casi treinta años con la familia Hatfield, liderada por William Anderson «Devil Anse» Hatfield, cinco de sus hijos fueron asesinados y la muerte de otro fue atribuida a fuertes disgustos provocados por el conflicto.

## Familia
Fue el cuarto de trece hijos de Daniel McCoy (1790–1885) y de Margaret Taylor McCoy (1800–1868). Se casó con su prima Sarah «Sally» McCoy (1829 - c. 1890), hija de Samuel McCoy y Elizabeth Davis, el 9 de diciembre de 1849 en lo que hoy es el condado de Pikeville (Kentucky). Se afincaron en un terreno de 300 acres de la misma zona. En este lugar se desarrolló el conflicto con los Hatfield. Tuvieron 16 hijos:
- Josephine McCoy (1848 - ?)
- James H. «Uncle Jim» McCoy (1849 - 1929)
- Floyd McCoy (1853 - 1928)
- Tolbert McCoy (1854 - 1882)
- Lilburn McCoy (1855 - ?)
- Samuel McCoy (1856 - 1921)
- Mary Kathrine McCoy (1857 - ?)
- Alifair McCoy (1858 - 1888)
- Roseanna McCoy (1859 - 1888)
- Calvin McCoy (1862 - 1888)
- Pharmer McCoy (1863 - 1882)
- Randolph «Bud» McCoy (1864 - 1882)
- William McCoy (1866 - ?)
- Trinvilla «Trinnie» McCoy (1868 - ?)
- Adelaide McCoy (1870 - ?)
- Fannie McCoy (1873 - 1943)

## Conflicto
Durante la guerra de Secesión, los líderes de ambas familias eran proconfederadas. El mismo Randolph integró el ejército de los Estados Confederados durante los primeros años de la guerra y fue prisionero de guerra entre 1863 y 1865. Pero el más joven de los hermanos de Randolph, Asa Harmon McCoy, se enlistó en el Ejército de La Unión como «Asa H McCay» Fue dado de baja el 24 de diciembre de 1864 tras sufrir una fractura de pierna y regresó a su hogar. A su regreso, Jim Vance, tío de Devil Anse Hatfield y miembro de los «Logan Wildcats» (una banda de milicianos exconfederados organizada por Hatfield) amenazó a Asa Harmon con «una visita» que pronto le harían los Wildcats. Asa Harmon McCoy trató de huir ocultándose en una cueva cercana, pero fue rastreado y asesinado. A pesar de que era sabido que Vance y otros miembros de los Wildcats de Hatfield eran los responsables, ningún cargo judicial fue presentado contra ellos. Ese fue el primer episodio del conflicto que enfrentó a ambas familias por décadas y que provocó varias muertes.
Varios episodios posteriores agravaron el conflicto. Uno de ellos fue que su hija Roseanna (1859 - 1888) tuviese un romance con «Johnse» Hatfield, del que nació un hijo. Al enterarse de su embarazo, Randolph la repudió y expulsó de su hogar. Johnse la abandonó por Nancy McCoy, prima de Roseanna, quien rechazada por ambas familias, se mudó con su tía Betty Blankenship. El niño falleció antes de su primer aniversario y su madre falleció a los 28 años.
El peor momento del conflicto ocurrió cuando tres de los hijos de Randolph mataron a Ellison Hatfield, hermano de Devil Anse, durante una jornada electoral en 1882. Devil Anse vengó la muerte de su hermano ejecutando sin juicio previo a Tolbert (nacido en 1854), Pharmer (1863) y Randolph Jr. (1864), tres de los hijos de Randolph, cerca de Matewan (Virginia Occidental).
El 1 de enero de 1888, la casa de Randolph fue quemada hasta los cimientos y varios miembros de su familia fueron asesinados por los Hatfield. Su hijo Calvin murió durante el tiroteo y su hija Alifair fue baleada mientras intentaba huir de la casa incendiada. La esposa de Randolph fue herida de gravedad, mientras intentaba consolar a Alifair, sufriendo varias fracturas de cráneo y costillas. El resto de la familia pudo ocultarse en el bosque, pero dos de sus hijos menores fallecieron. Luego de este episodio, conocido como la Masacre Nocturna de Año Nuevo, se mudó con el resto de su familia a Pikeville (Kentucky) donde vivió el resto de su vida. Allí operó un ferry durante un tiempo.

## Muerte
Randolph McCoy falleció a los 88 años y está enterrado en el cementerio Dills, Pikeville, cerca de donde está sepultada su esposa quien falleció en 1890.
El 14 de junio de 2003 dos primos descendientes de los McCoy se reunieron con Reo Hatfield de Waynesboro (Virginia), para firmar un alto el fuego oficial entre ambas familias. El propósito del acto simbólico era mostrar a los estadounidenses que en tiempos de crisis se pueden dejar de lado las diferencias.